# Russell (Kentucky)
Russell è un comune degli Stati Uniti d'America, situato nello Stato del Kentucky, nella Contea di Greenup.